# Rima (Marroc)
Rima (àrab: ريمة, Rīma) és una comuna rural de la província de Settat de la regió de Casablanca-Settat. Segons el cens de 2014 tenia una població total de 8.949 persones.